# ラヴェッロ (ポテンツァ県)
ラヴェッロ（イタリア語: Lavello）は、イタリア共和国バジリカータ州ポテンツァ県にある、人口約13,000人の基礎自治体（コムーネ）。

## 地理

### 位置・広がり

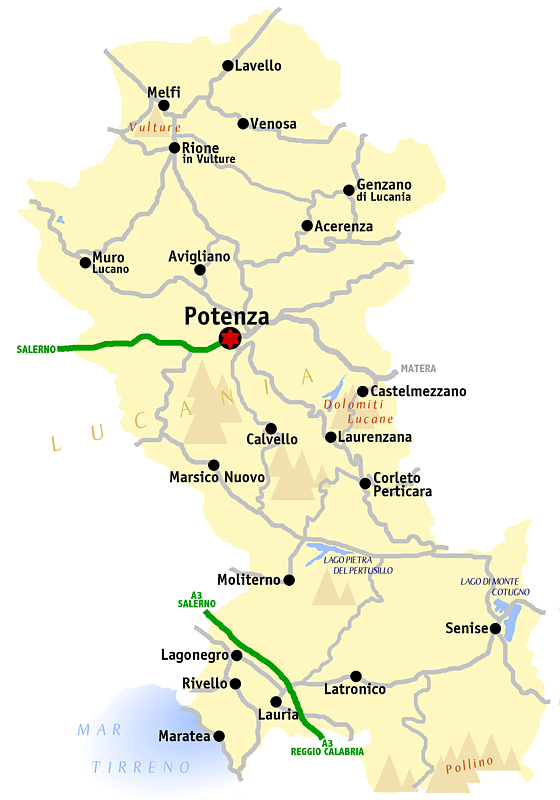
ポテンツァ県概略図

#### 隣接コムーネ
隣接するコムーネは以下の通り。括弧内のFGはフォッジャ県（プッリャ州）、BAはバルレッタ＝アンドリア＝トラーニ県所属を示す。
- アスコリ・サトリアーノ (FG)
- カノーザ・ディ・プーリア (BA)
- チェリニョーラ (FG)
- メルフィ
- ミネルヴィーノ・ムルジェ (BA)
- モンテミローネ
- ラポッラ
- ヴェノーザ